# Medvedivka, Litîn
Medvedivka (în ucraineană Медведівка) este un sat în comuna Șevcenka din raionul Litîn, regiunea Vinnița, Ucraina.

## Demografie
Componența lingvistică a localității Medvedivka
     Ucraineană (100%)
Conform recensământului din 2001, toată populația localității Medvedivka era vorbitoare de ucraineană (100%).